# Sigmomorpha
Sigmomorpha es un género de foraminífero bentónico considerado un sinónimo posterior de Guttulina de la superfamilia Polymorphininae, de la familia Polymorphinidae, de la superfamilia Polymorphinoidea, del suborden Lagenina y del Orden Lagenida. Su especie-tipo era Sigmomorpha sadoensis. Su rango cronoestratigráfico abarcaba desde el Plioceno hasta la Actualidad.

## Discusión
Clasificaciones previas incluían Sigmomorpha en la superfamilia Nodosarioidea.

## Clasificación
Sigmomorpha incluía a las siguientes especies:
- Sigmomorpha ozawai
- Sigmomorpha sawanensis
- Sigmomorpha sadoensis
- Sigmomorpha yokoyamai

En Sigmomorpha se ha considerado el siguiente subgénero:
- Sigmomorpha (Sigmomorphina), aceptado como género Sigmomorphina